# Auguste Boniface Ghiesbreght
Auguste Boniface Ghiesbreght (Ghisbrecht o Ghiesbrecht de Macquart) ( 1810 - 1893) fue un botánico y explorador belga.
Realizó extensas recolecciones de flora de México, con énfasis en las Cactaceae, en cooperación con sus colegas el francés Galeotti. y el belga Linden.

## Honores
Género
- Ghiesbreghtia A.Rich. & Galeotti 1845

Especies (más de cien)
- Armatocereus ghiesbreghtii v. oligogonus (Rauh & Backeb.) F.Ritter
- Cereus ghiesbreghtii K.Schum.
- Pollardia ghiesbreghtiana A.Rich. & Galeotti

- La abreviatura «Ghiesbr.» se emplea para indicar a Auguste Boniface Ghiesbreght como autoridad en la descripción y clasificación científica de los vegetales.[1]